# Gonomyia fuscohalterata
Gonomyia fuscohalterata är en tvåvingeart som beskrevs av Alexander 1926. Gonomyia fuscohalterata ingår i släktet Gonomyia och familjen småharkrankar. Inga underarter finns listade i Catalogue of Life.